# Hussigny-Godbrange
Hussigny-Godbrange est une commune française située dans le département de Meurthe-et-Moselle en région Grand Est.

## Géographie

### Description
La commune de Hussigny-Godbrange est une commune urbaine d’environ 3 400 habitants située à l’extrémité Nord du département de Meurthe-et-Moselle, à la frontière avec le Grand-Duché du Luxembourg, sur le plateau du Pays-Haut et est également à environ 20 km de la frontière belge.
La qualité de son cadre de vie, la proximité frontalière du Luxembourg et des pôles d’emplois environnants (agglomération longovicienne, zone industrielle de Villers-la-Montagne et Grand-Duché de Luxembourg) sont des facteurs déterminants du développement de la commune.

### Communes limitrophes
Les communes limitrophes sont  Differdange, Haucourt-Moulaine, Herserange, Rédange, Saulnes, Thil, Tiercelet et Villers-la-Montagne.
|                     | Saulnes            | Differdange ( Luxembourg) |
| Haucourt-Moulaine   | Hussigny-Godbrange | Rédange Moselle           |
| Villers-la-Montagne | Tiercelet          | Thil                      |

### Géologie et relief
La commune se trouve à 400 mètres d'altitude au bord de la vallée étroite de la Côte rouge qui marque la frontière avec le Luxembourg.

### Hydrographie

#### Réseau hydrographique
La commune est traversée par la ligne de partage des eaux entre les bassins versants du Rhin et de la Meuse au sein du bassin Rhin-Meuse. Elle est drainée par le ruisseau de la Cote Rouge et le ruisseau la Moulaine,.
La Moulaine, d'une longueur de 12 km, prend sa source dans la commune de Tiercelet et se jette  dans la Chiers à Longwy, après avoir traversé six communes.

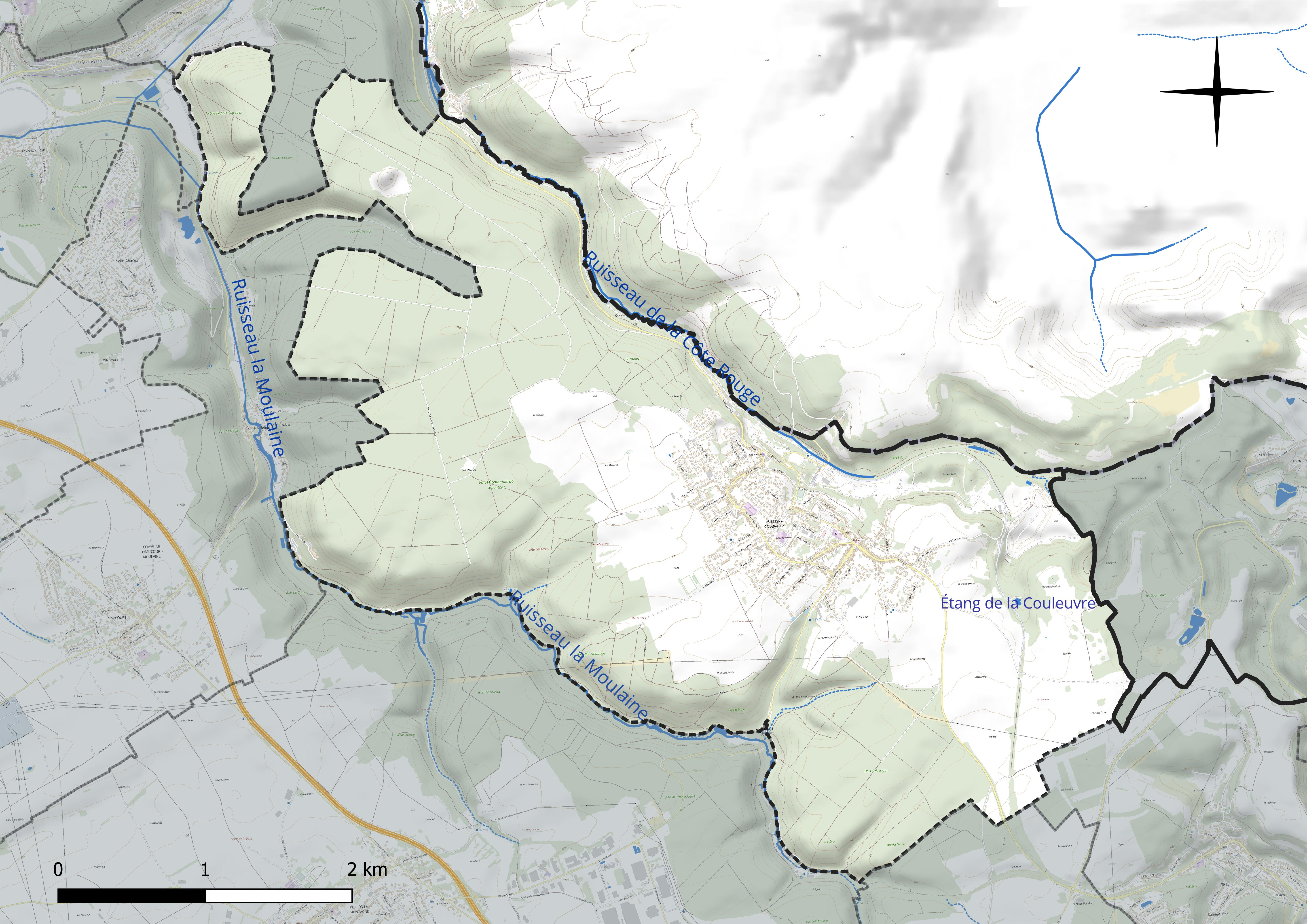
Réseau hydrographique d'Hussigny-Godbrange.

Un plan d'eau complète le réseau hydrographique : l'étang de la Couleuvre (0,2 ha),.

#### Gestion et qualité des eaux
Le territoire communal est couvert par le schéma d'aménagement et de gestion des eaux (SAGE) « Bassin ferrifère ». Ce document de planification concerne le périmètre des anciennes galeries des mines de fer, des aquifères et des bassins versants hydrographiques associés qui s’étend sur 2 418 km2. Les bassins versants concernés sont celui de la Chiers en amont de la confluence avec l'Othain, et ses affluents (la Crusnes, la Pienne, l'Othain), celui de l'Orne et ses affluents et celui de la Fensch, le Veymerange, la Kiesel et les parties françaises du bassin versant de l'Alzette et de ses affluents (Kaylbach, ruisseau de Volmerange). Il a été approuvé le 27 mars 2015. La structure porteuse de l'élaboration et de la mise en œuvre est la région Grand Est.
La qualité des cours d’eau peut être consultée sur un site dédié géré par les agences de l’eau et l’Agence française pour la biodiversité.

### Climat
Pour des articles plus généraux, voir Climat du Grand Est et Climat de Meurthe-et-Moselle.
En 2010, le climat de la commune est de type climat de montagne, selon une étude du Centre national de la recherche scientifique s'appuyant sur une série de données couvrant la période 1971-2000. En 2020, Météo-France publie une typologie des climats de la France métropolitaine dans laquelle la commune est exposée à un climat semi-continental et est dans la région climatique Lorraine, plateau de Langres, Morvan, caractérisée par un hiver rude (1,5 °C), des vents modérés et des brouillards fréquents en automne et hiver.
Pour la période 1971-2000, la température annuelle moyenne est de 8,9 °C, avec une amplitude thermique annuelle de 16,5 °C. Le cumul annuel moyen de précipitations est de 819 mm, avec 12,5 jours de précipitations en janvier et 9,5 jours en juillet. Pour la période 1991-2020, la température moyenne annuelle observée sur la station météorologique de Météo-France la plus proche, « Villette », sur la commune de Villette à 24 km à vol d'oiseau, est de 10,1 °C et le cumul annuel moyen de précipitations est de 909,4 mm. 
La température maximale relevée sur cette station est de 39 °C, atteinte le 25 juillet 2019 ; la température minimale est de −14,8 °C, atteinte le 20 décembre 2009,,.
Les paramètres climatiques de la commune ont été estimés pour le milieu du siècle (2041-2070) selon différents scénarios d'émission de gaz à effet de serre à partir des nouvelles projections climatiques de référence DRIAS-2020. Ils sont consultables sur un site dédié publié par Météo-France en novembre 2022.

## Urbanisme

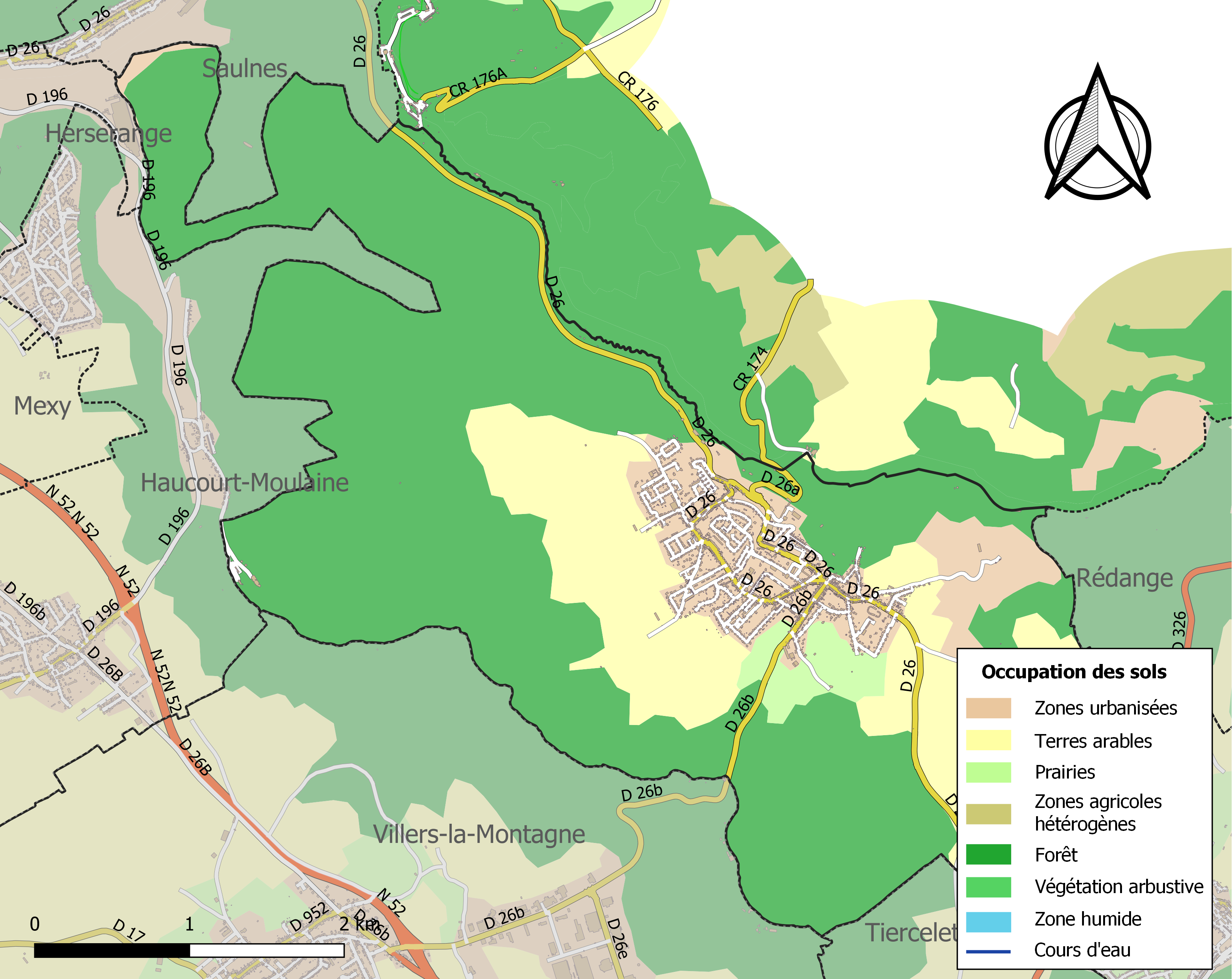
Carte des infrastructures et de l'occupation des sols de la commune en 2018 (CLC).

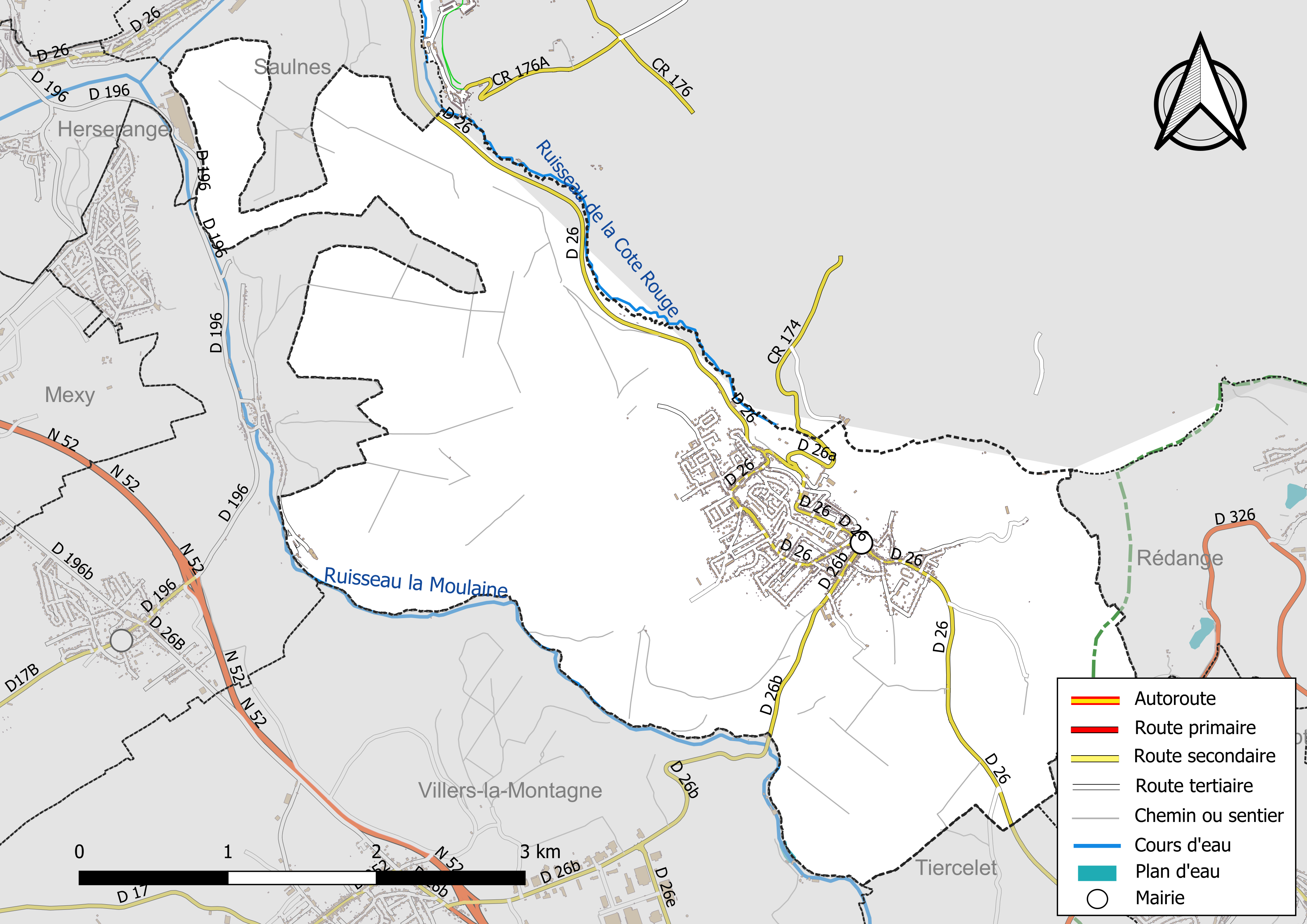
Plan hydrographique et des infrastructures de transport de la commune en 2022.

### Typologie
Au 1er janvier 2024, Hussigny-Godbrange est catégorisée bourg rural, selon la nouvelle grille communale de densité à sept niveaux définie par l'Insee en 2022.
Elle appartient à l'unité urbaine de Hussigny-Godbrange, une unité urbaine monocommunale constituant une ville isolée,. Par ailleurs la commune fait partie de l'aire d'attraction de Luxembourg (partie française), dont elle est une commune de la couronne,. Cette aire, qui regroupe 115 communes, est catégorisée dans les aires de 700 000 habitants ou plus (hors Paris),.

### Occupation des sols
L'occupation des sols de la commune, telle qu'elle ressort de la base de données européenne d’occupation biophysique des sols Corine Land Cover (CLC), est marquée par l'importance des forêts et milieux semi-naturels (64,4 % en 2018), en diminution par rapport à 1990 (65,4 %). La répartition détaillée en 2018 est la suivante : forêts (64,4 %), terres arables (21,5 %), zones urbanisées (8,5 %), mines, décharges et chantiers (3 %), prairies (2,3 %), zones industrielles ou commerciales et réseaux de communication (0,2 %). L'évolution de l’occupation des sols de la commune et de ses infrastructures peut être observée sur les différentes représentations cartographiques du territoire : la carte de Cassini (XVIIIe siècle), la carte d'état-major (1820-1866) et les cartes ou photos aériennes de l'IGN pour la période actuelle (1950 à aujourd'hui).
Le territoire communal a une superficie de 1 574 hectares.

### Habitat et logement
En 2020, le nombre total de logements dans la commune était de 1 817, alors qu'il était de 1 729 en 2015 et de 1 566 en 2010.
Parmi ces logements, 91,8 % étaient des résidences principales, 0,5 % des résidences secondaires et 7,8 % des logements vacants. Ces logements étaient pour 66,4 % d'entre eux des maisons individuelles et pour 33,6 % des appartements.
Le tableau ci-dessous présente la typologie des logements à Hussigny-Godbrange en 2020 en comparaison avec celle de Meurthe-et-Moselle et de la France entière. Une caractéristique marquante du parc de logements est ainsi une proportion de résidences secondaires et logements occasionnels (0,5 %) inférieure à celle du département (2,1 %) et à celle de la France entière (9,7 %). Concernant le statut d'occupation de ces logements, 71,9 % des habitants de la commune sont propriétaires de leur logement (73,7 % en 2015), contre 57,3 % pour la Meurthe-et-Moselle et 57,5 pour la France entière.
| Typologie                                               | Hussigny-Godbrange | Meurthe-et-Moselle | France entière |
| ------------------------------------------------------- | ------------------ | ------------------ | -------------- |
| Résidences principales (en %)                           | 91,8               | 88,6               | 82,1           |
| Résidences secondaires et logements occasionnels (en %) | 0,5                | 2,1                | 9,7            |
| Logements vacants (en %)                                | 7,8                | 9,3                | 8,2            |

### Projets d'aménagement
Depuis 2018, la ville a commencé une politique de rénovation des rues, notamment avec le goudron qui a récemment été refait dans la rue Gambetta de la sortie de la ville jusqu'à la mairie; mais aussi la création d'un parking dans la rue Gambetta de la rue Voltaire à la mairie[réf. nécessaire].
La création d'un rond-point est aussi à l'étude.

### Voies de communication et transports
Hussigny-Godbrange est située à l’écart des grands axes de circulation desservant Longwy. Elle est traversée par deux routes départementales : le RD 26 qui la relie à l’est à Thil et Villerupt et à l’ouest à Herserange et Longwy : l’axe RD 26a et RD 26b qui dessert au nord, le Grand-Duché de Luxembourg et au sud la zone industrielle de Villers-la-Montagne.

## Toponymie
- Hussigny : d’un nom de personne germanique Huso ou Usso + -ingen. A été romanisé en Hus(s)igny ou Husegny comme s’il venait de Huss-in-iacum[18]. Husingen (1249 & 1269)[19], Husegny (1270), Husengney et Husenges (1343)[20], Husegney (XVe siècle), Husingen (1487)[20], Husinghen (1531)[19].
  - En allemand : Husingen[21] et Hussingen. En lorrain : Hussni[21]. En luxembourgeois : Héiséng[22],[23] et Héisséng.
- Godbrange : Godebranges (1404), Godebrange (1779), Godebranche (1801). En allemand : Godbringen. En luxembourgeois : Gueberéng[22],[23].

## Histoire

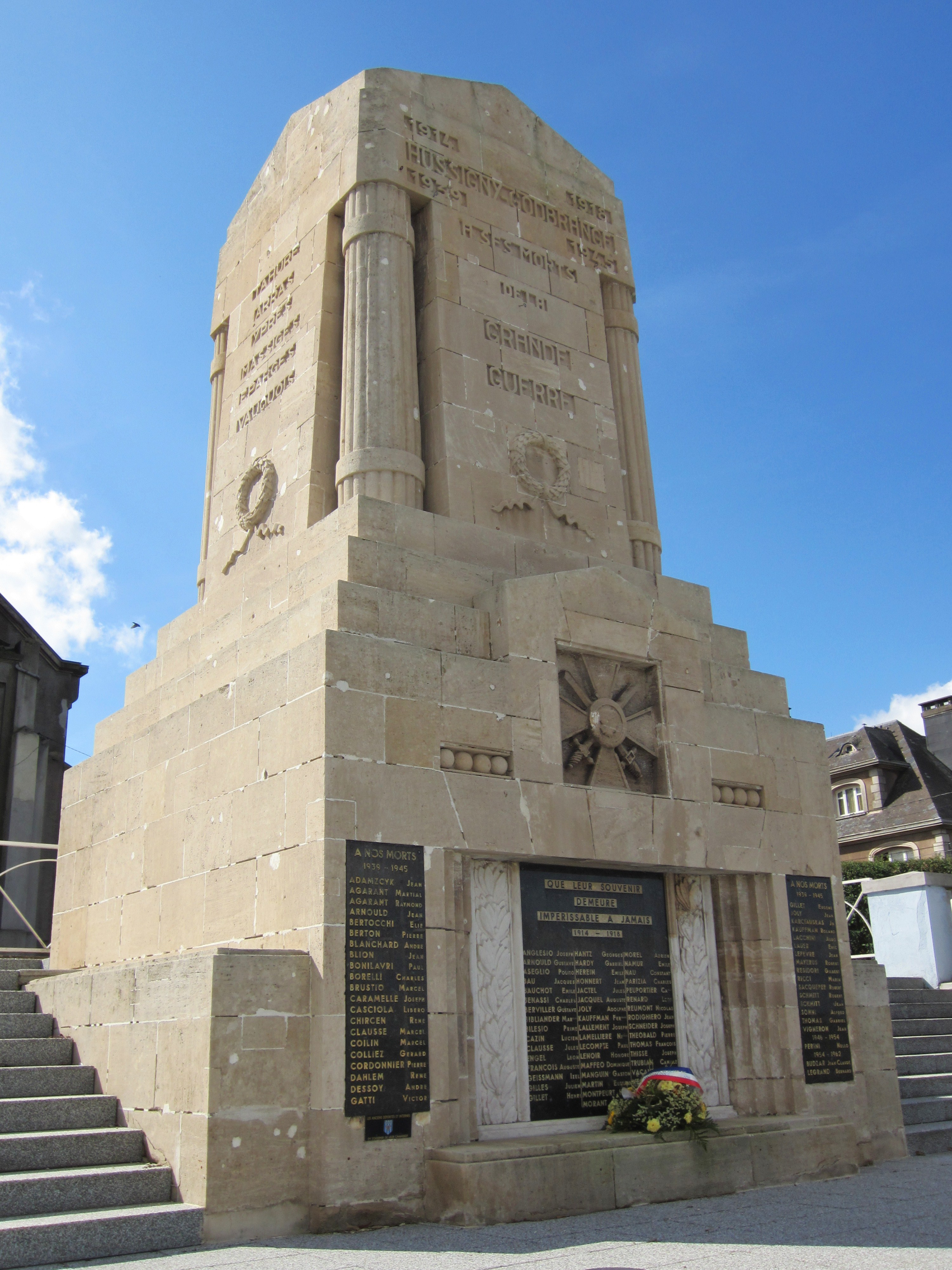
Monuments aux morts.

### Temps modernes
Ancien village luxembourgeois, cédé à la Lorraine en 1602.

### Époque contemporaine
Commune indépendante jusqu'en 1810, Godbrange est aujourd'hui rattachée à la commune de Hussigny. En 1817, Hussigny, village de l'ancienne province du Barrois avait pour annexes le village de Godbrange et l'ancien ermitage de Saint-Nicolas. À cette époque il y avait environ 330 habitants répartis dans 64 maisons. Et à Godbrange, à cette époque il y avait 148 habitants répartis dans 36 maisons.
Hussigny était un des centres des mines de fer en Lorraine (bassin du minerai de fer lorrain, la minette lorraine). Une mine y est exploitée pendant un siècle, de 1878 à 1978.
Entre 1871 et 1918, Hussigny est aussi un village frontière avec l'Empire allemand au niveau de Rédange.
En 1878 est mise en service la gare de Hussigny-Godbrange sur la ligne de Longwy à Villerupt-Micheville. La gare ferme au service voyageurs en 1939 et au service marchandises en 1985.
La commune subit des dommages au cours de la Première Guerre mondiale.
L'extraction du minerai demandant de la main-d'œuvre, la ville comme le reste de la Lorraine allait faire appel à une forte immigration polonaise, ukrainienne et italienne. Hussigny était ainsi devenu un des centres de l'immigration italienne de la Lorraine. Autrefois on parlait ainsi de la « Basse-Italie » de Hussigny. Dans l’anglais italo-américain, Hussigny est connu comme « Little Italy » française. Jusqu'à la fin des années 1950, le dialecte romagnol y était encore pratiqué car une grande partie des habitants était originaire de Romagne, région du Centre-Nord de l'Italie.
Basse-Italie, un des quartiers d'Hussigny-Godbrange, doit son nom à sa situation dans le village ainsi qu'à la population qui y habitait. La Basse-Italie est un quartier situé en contrebas du village et à 500 m de la frontière luxembourgeoise. Après la Seconde Guerre mondiale, l'activité sidérurgique et minière du Nord-Est de la France connait une croissance spectaculaire et la main-d'œuvre étrangère s'installe en masse pour assurer en partie cette activité grandissante. Hussigny-Godbrange accueillit une forte population immigrée polonaise et surtout italienne afin d'exploiter la mine de fer du village. Cette population occupa tout un quartier près de la mine. De là apparurent dans ce quartier cafés, hôtels, maisons de mine et autres baraquements guère attirants mais c'était la seule solution pour bien des familles fraîchement arrivées et sans grandes économies. Aujourd'hui le quartier de la Basse-Italie a bien changé, certes une forte population italienne y demeure encore et cohabite avec de nouveaux immigrés Nord-Africains, Français, et bien d'autres, à l'image d'une "France ambassadrice d'un monde multiculturel".
La communauté nord-africaine était composée en grande majorité de personnes issues de la communauté chaoui d'Algérie. Ces berbèrephones viennent principalement des villes de Oranem, Ouarka et Amontan de la région des Aurès.
La crise sidérurgique avec la concurrence de minerai étranger conduira à la fermeture de la mine en 1978. Dans les années 2000, l'important réseau de galeries était devenu un lieu de distraction pour les amateurs d'exploration souterraine clandestine. Cela poussa la municipalité à ouvrir la mine à des visites organisées en 2005. Une équipe de bénévoles du village a sécurisé un parcours et remis en état des engins d'extraction dont beaucoup avaient été laissés sur place à la fermeture de la mine.

## Politique et administration

### Rattachements administratifs
La commune se trouve dans l'arrondissement de Briey du département de Meurthe-et-Moselle.
Elle faisait partie de 1801 à 1973  du canton de Longwy, année où elle intègre le canton d'Herserange. Dans le cadre du redécoupage cantonal de 2014 en France, cette circonscription administrative territoriale a disparu, et le canton n'est plus qu'une circonscription électorale.

### Rattachements électoraux
Pour les élections départementales, la commune fait partie depuis 2014 d'un nouveau canton de Villerupt
Pour l'élection des députés, elle fait partie de la troisième circonscription de Meurthe-et-Moselle.

### Intercommunalité
La commune est membre de la communauté d'agglomération dénommée depuis 2021 Grand Longwy Agglomération, un établissement public de coopération intercommunale (EPCI) à fiscalité propre créé en 2017 sous le nom de communauté d'agglomération de Longwy par transformation de la  communauté de communes de l'Agglomération de Longwy  et auquel la commune  a adhéré en 1998 en lui transférant un certain nombre de ses compétences, dans les conditions déterminées par le code général des collectivités territoriales.
Cette communauté de commune avait elle-même été créée en 2002 par transformation d'un district constitué en 1960 et qui avait progressivement intégré d'autres communes.
La commune est également membre de l'Agglomération transfrontalière du pôle européen de développement.

### Tendances politiques et résultats
Lors des élections municipales de 2014 en Meurthe-et-Moselle, la liste PCF menée par le maire sortant Laurent Righi est la seule candidate, et obtient donc la totalité des 1043 suffrages exprimés. Elle est élue en totalité lors d'un scrutin où 49,23 % des électeurs se sont abstenus et 16,49 % des votants ont choisi un bulletin blanc ou nul.
Lors des élections municipales de 2020 en Meurthe-et-Moselle, à nouveau seule la liste DVG menée par le maire sortant Laurent Righi se présente, et obtient donc la totalité des 544 suffrages exprimés. Elle est élue en totalité lors d'un scrutin marqué par la pandémie de Covid-19 en France où 74,03 % des électeurs se sont abstenus et 9,48 % des votants ont choisi un bulletin blanc ou nul.

### Liste des maires
| Période                                  | Période      | Identité            | Étiquette | Qualité |
| ---------------------------------------- | ------------ | ------------------- | --------- | --- |
| Les données manquantes sont à compléter. |              |                     |           | |
| mai 1953                                 | 1969         | René Ronconi        | PCF       | Mineur de fond Décédé en fonction |
| 1969                                     | mars 1989    | Mathias Piermantier | PCF       | Sidérurgiste |
| mars 1989                                | octobre 2024 | Laurent Righi       | PCF       | Professeur de français retraité Adjoint au maire (1983 → 1989) Conseiller général d'Herserange (1996 → 2015) Réélu pour le mandat 2020-2026 Démissionnaire |
| octobre 2024                             | En cours     | Laurent Caramelle   |           | Maître de conférences, ancien chef de département à l'IUT de Longwy                                                                                        |

## Équipements et services publics

### Enseignement
Deux écoles primaires :
- école Jacques-Prévert qui se situe dans la partie Godbrange,
- école Jean-de-la-Fontaine qui se situe dans la partie Hussigny.

## Population et société

### Démographie

#### Hussigny-Godbrange
L'évolution du nombre d'habitants est connue à travers les recensements de la population effectués dans la commune depuis 1793. Pour les communes de moins de 10 000 habitants, une enquête de recensement portant sur toute la population est réalisée tous les cinq ans, les populations de référence des années intermédiaires étant quant à elles estimées par interpolation ou extrapolation. Pour la commune, le premier recensement exhaustif entrant dans le cadre du nouveau dispositif a été réalisé en 2004.

En 2022, la commune comptait 3 921 habitants, en évolution de +11,68 % par rapport à 2016 (Meurthe-et-Moselle : −0,13 %, France hors Mayotte : +2,11 %).
| 1793 | 1800 | 1806 | 1836 | 1841 | 1861 | 1866 | 1872 | 1876 |
| ---- | ---- | ---- | ---- | ---- | ---- | ---- | ---- | ---- |
| 272  | 270  | 315  | 630  | 662  | 721  | 694  | 685  | 934  |

| 1881  | 1886  | 1891  | 1896  | 1901  | 1906  | 1911  | 1921  | 1926  |
| ----- | ----- | ----- | ----- | ----- | ----- | ----- | ----- | ----- |
| 1 310 | 1 499 | 1 864 | 2 370 | 3 072 | 3 211 | 3 569 | 2 636 | 3 676 |

| 1931  | 1936  | 1946  | 1954  | 1962  | 1968  | 1975  | 1982  | 1990  |
| ----- | ----- | ----- | ----- | ----- | ----- | ----- | ----- | ----- |
| 4 043 | 3 147 | 2 671 | 3 575 | 4 056 | 3 499 | 3 208 | 2 871 | 2 827 |

| 1999  | 2004  | 2006  | 2009  | 2014  | 2019  | 2022  | - | - |
| ----- | ----- | ----- | ----- | ----- | ----- | ----- | - | - |
| 3 076 | 3 142 | 3 186 | 3 366 | 3 532 | 3 693 | 3 921 | - | - |

À la suite de la crise sidérurgique (qui a également affecté l’ensemble du bassin de Longwy) et une diminution constante de sa population entre 1975 et 1990 (-381 habitants soit – 11,9 %)  la commune renoue avec une croissance démographique (3076 habitants en 1999, soit + 8,8 % par rapport à 1990). Ce gain de population résulte essentiellement d’une solde migratoire positif et d’une politique de lotissement attractive associée à la proximité du Luxembourg pour l’emploi frontalier (hausse du nombre de frontaliers résidant dans la commune de 115 % entre 1990 et 2002). Depuis 1999, l’accroissement démographique se poursuit.

#### Godbrange
| 1793 | 1800 | 1806 |
| ---- | ---- | ---- |
| 264  | 153  | 156  |

### Vie associative
Hussigny-Godbrange est une ville très active et possède plus de 23 associations dont 11 sportives[Quand ?].

## Culture locale et patrimoine

### Lieux et monuments
- Présence gallo-romaine.

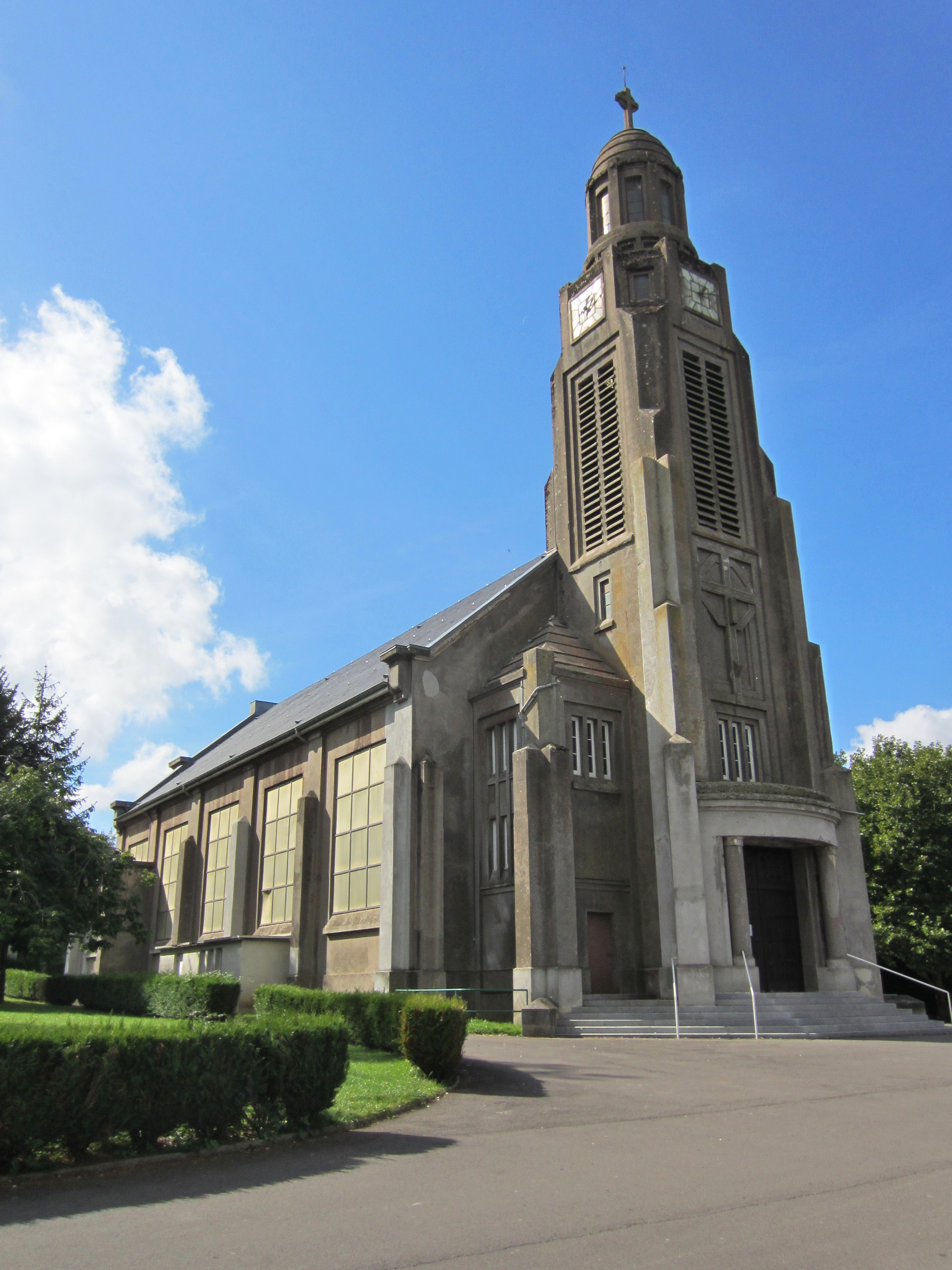
Nouvelle église de la-Nativité-de la-Vierge.

- Église paroissiale de la Nativité-de-la-Vierge, première église paroissiale reconstruite dans les années 1735 aux frais des religieuses de l'abbaye de Differdange au Luxembourg, collatrices de la paroisse, à l'emplacement actuel de l'hôtel de ville. Restaurée en 1884 (démolition de la flèche du clocher, établissement d'une tour et réparations diverses). Gravement endommagée au cours de la guerre 1914-1918 et devenue danger public, elle a été désaffectée par décret du 8 février 1927 et détruite en 1930-1931.
- Église paroissiale de la-Nativité-de la-Vierge, deuxième église paroissiale construite à partir de 1924, à 200 mètres de l'ancienne église qui avait été endommagée pendant la guerre 1914-1918 et menaçait la sécurité publique, avec l'intervention de la coopérative de reconstruction des églises ; première pierre de l'église posée le 25 juin 1924.
- On trouve sur le territoire communal le seul cimetière luxembourgeois en territoire français, celui de Lasauvage, une localité de la commune de Differdange[36].

### Personnalités liées à la commune
- Évelyne Marie France Neff, née Migliori, femme politique franco-allemande, d'origine italienne, est née à Hussigny. Évelyne Neff est une des rares françaises décorées du Bundesverdienstkreuz. Sa famille, d'origine les Migliori, était une famille de la Basse-Italie. Les Miglioris comme beaucoup d‘autres familles de la Basse-Italie de Hussigny était en fait originaire du village de Torriana de la Province de Rimini en Italie. Ce flux d’immigration en provenance de Torriana a duré à peu près de 1860 à 1925.
- Jean-Claude Bouttier, ancien boxeur et consultant télé, est le parrain du ring de boxe de la commune qui porte son nom Ring Jean-Claude-Bouttier.
- Leny Escudero, chanteur compositeur, y fut carreleur à son compte dans les années 1950[37].

### Héraldique, logotype et devise
| Blason de Hussigny-Godbrange | Blason  | Parti au premier d'argent à une tierce ondée de gueules, accompagnée de deux pics de sable en pal, un en chef et l'autre en pointe : au deuxième de gueules aux lettres capitales H&G accolées d'or. |
| Blason de Hussigny-Godbrange | Détails | - La tierce de gueules (bandes ondulées rouges) ainsi que les pics de sable (noirs) symbolisent l'activité industrielle de Hussigny-Godbrange. La tierce évoque les coulées de fonte de l'usine, tandis que les pics rappellent la présence et l'exploitation d'une mine de fer sur le territoire de la commune. - Les lettres capitales H & G accolées symbolisent la réunion en 1810, des communes d'Hussigny et de Godbrange. |